# Hannes Wolf (voetballer, 1981)
Hannes Wolf (Bochum, 15 april 1981) is een Duits voetbalcoach en voormalig voetballer.

## Carrière

### Dortmund
Als speler was Wolf enkel actief in de Duitse lagere divisies. Zijn trainerscarrière begon hij in 2005 bij SG Eintracht Ergste, waar hij speler-trainer werd. Die functie vervulde hij vervolgens van 2006 tot 2009 bij ASC 09 Dortmund. In 2009 plukte Borussia Dortmund hem daar weg om assistent-trainer te worden bij het B-elftal van de club in de 3. Liga. Na één jaar stapte Wolf over naar de U19 van Dortmund, waar hij onder andere Antonio Rüdiger onder zijn hoede had. In februari 2011 viel hij in als hoofdtrainer van het B-elftal, dat inmiddels was teruggezakt naar de Regionalliga West. Daarna keerde hij terug naar de jeugd, eerst bij de U17 (waar hij onder andere Christian Pulisic coachte) en later weer bij de U19. Wolf werd met de U17 kampioen in 2014 en 2015 en met de U19 in 2016.

### 2.Bundesliga
Op 20 september 2016 kreeg Wolf zijn kans als trainer van VfB Stuttgart in de 2. Bundesliga. Hij leidde de vijfvoudige landskampioen na een jaar afwezigheid weer naar de Bundesliga, maar daar slaagde hij er niet in om de club naar een veilige plek in het klassement te loodsen. Op 28 januari 2018 werd hij er ontslagen. Negen maanden later werd hij aangesteld als trainer van Hamburger SV, met eveneens de opdracht hen weer naar de Bundesliga te loodsen. Wolf leek daar aanvankelijk in te slagen, maar op het einde van het seizoen gaf Hamburg zijn promotiekansen alsnog weg. Hierop werd Wolf op het einde van het seizoen ontslagen.

### KRC Genk
Op 19 november 2019 werd Wolf aangesteld als trainer van KRC Genk in de Belgische Jupiler Pro League. Daar werd hij de opvolger van Felice Mazzu, die er niet volledig in geslaagd was om kampioenentrainer Philippe Clement succesvol te vervangen. Wolf kreeg de opdracht om met Genk kwalificatie voor Play-off 1 (de eerste zes na de regulaire competitie) veilig te stellen. Met nog één speeldag te gaan stond Genk hier ook dichtbij, er moest op de laatste speeldag enkel nog gewonnen worden van KV Mechelen. De competitie werd toen echter stopgezet vanwege de coronapandemie. Genk greep hierdoor, als regerende landskampioen nota bene, naast Europees voetbal.
Ook in het seizoen 2020/21 slaagde Genk er aanvankelijk niet in om uit zijn dal te kruipen. Onder Wolf, die ditmaal in tegenstelling tot zijn debuutseizoen over een volle seizoensvoorbereiding beschikte, begon Genk met een magere 5 op 15 aan de competitie. De Limburgers, waar die zomer amper basisspelers vertrokken waren, brachten bovendien weinig herkenbaar voetbal op de mat. Als klap op de vuurpijl werd Sébastien Dewaest, het seizoen daarvoor nog aanvoerder bij Genk, na vier speeldagen naar de B-kern na een verhitte discussie met Wolf. Op 15 september 2020, een dag na de 5-2-nederlaag tegen Beerschot VA, werd Wolf ontslagen.

### Duitsland –18
Nog geen maand na zijn ontslag bij Genk werd Wolf de opvolger van Manuel Baum als bondscoach van de Duitse U18. In maart 2021 verliet hij deze functie om hoofdtrainer te worden van Bayer 04 Leverkusen. Vanwege de coronapandemie coachte hij uiteindelijk geen enkele interland.

### Bayer Leverkusen
Op 23 maart 2021 werd Wolf bij Bayer 04 Leverkusen, dat onder de Nederlander Peter Bosz was afgegleden naar een zesde plaats in het klassement en in de Europa League was uitgeschakeld door BSC Young Boys, aangesteld als hoofdcoach. Een kleine twee maanden later werd Gerardo Seoane aangesteld als zijn opvolger. Leverkusen pakte onder Wolf 12 op 24 in de competitie, waardoor het uiteindelijk zesde bleef en zich uiteindelijk nog plaatste voor de groepsfase van de Europa League.

### Duitsland –19
Na afloop van zijn interimperiode bij Bayer Leverkusen ging Wolf weer aan de slag bij de Duitse voetbalbond, ditmaal bij de U19.